# Chaussée des Moines
Ne doit pas être confondu avec Chaussée aux Moines.

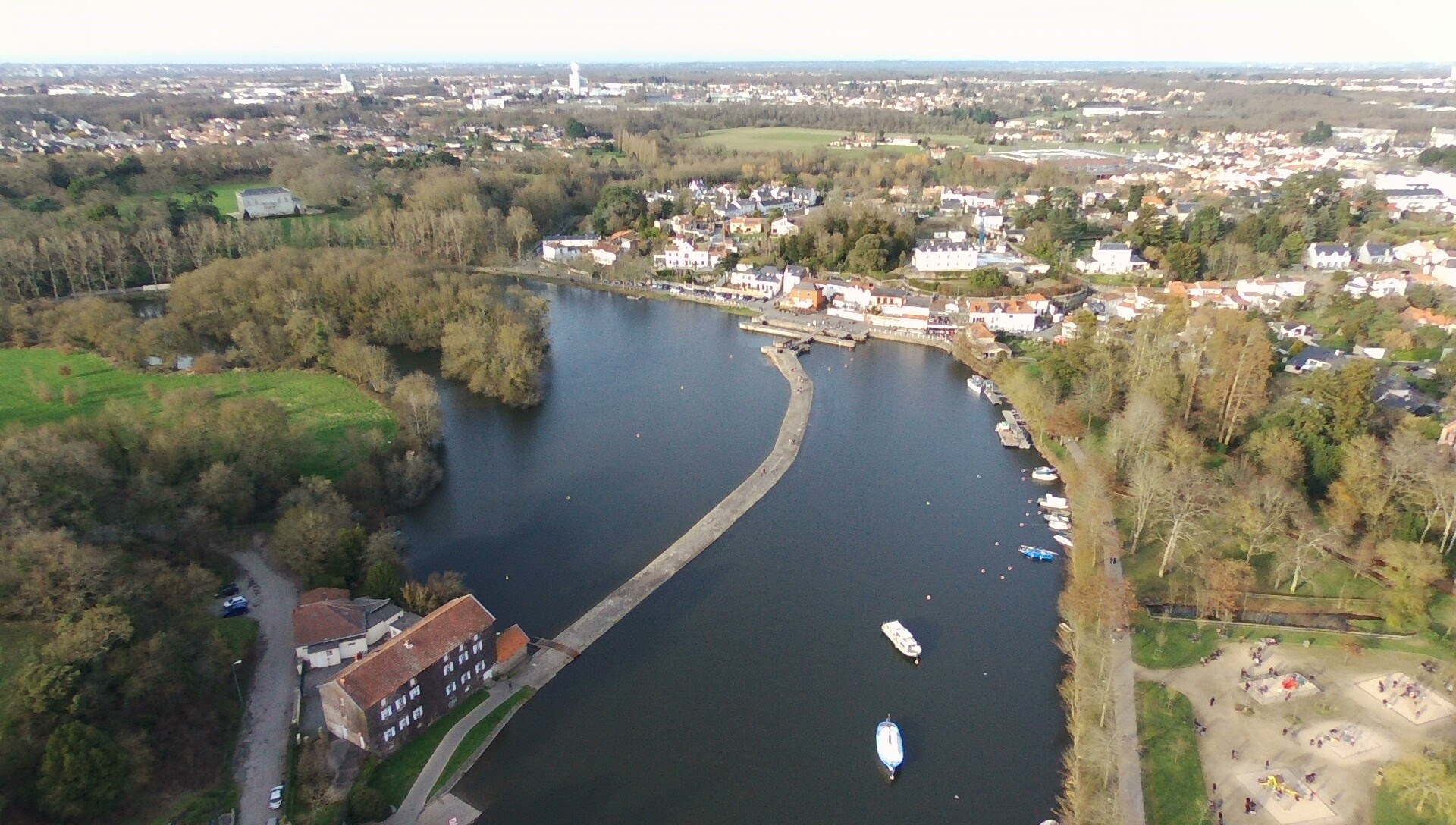
Photo aérienne de la chaussée des Moines à Vertou (en bas, à gauche : le moulin Gautron).

La chaussée des Moines est un passage pierré édifié vers 950 par les moines du lieu sur la Sèvre Nantaise à Vertou, dans le département de la Loire-Atlantique en France.

## Histoire
Édifié par les moines de l'abbaye Saint-Martin de Vertou vers l'an 1000, sa construction avait les objectifs suivants : 
- par une rétention d'eau, rendre la navigation possible en amont de Vertou, jusqu'à Monnières sur la Sèvre et jusqu'à Château-Thébaud sur la Maine,
- permettre une communication terrestre entre les deux rives ; notamment en ce qui concerne la paroisse de Vertou, entre le bourg (rive droite) et les villages du Chêne et de la Barbinière (rive gauche),
- établir un moulin banal à eau, qui fonctionne jusqu'en 1750.

En 1755, la Chaussée est dotée d'une écluse pour permettre une navigation continue entre l'amont et l'aval, sans passer par un transbordement. Le passage à l'écluse s'effectue moyennant un péage aux moines.
La Chaussée devient bien national à la Révolution. Elle est endommagée lors de la guerre de Vendée, ainsi que l'écluse. Il faut attendre 1839 pour une restauration complète de l'ouvrage.
Vers 1817, en aplomb de la rivière est érigé le moulin du Chêne. Il appartient au commun du village du Chêne. Après avoir exploité le moulin de la Sansonnière, Pierre Sorin devient le meunier du Moulin du Chêne. Sur le coteau du Chêne, les lavandières viennent faire sécher au vent les draps des Nantais. Le Moulin du Chêne est exploité jusqu’à la Première Guerre mondiale. Les ailes sont démontées pour échapper à l’impôt. Devenu habitation de fortune jusque dans les années 1950, il est ensuite muré. Il est aujourd’hui[Quand ?] toujours debout mais en mauvais état, attendant sa restauration. Des associations portent ce projet depuis plusieurs années, comme l’ASSPV depuis 2017 avec un projet de production d’électricité. 
En 1898, au débouché de la chaussée, sur la rive ouest de la rivière, est construit un moulin à eau baptisée « moulin Gautron » du nom de son propriétaire, Auguste Gautron, un usinier originaire de La Haye-Fouassière. En 1946, la minoterie est rachetée par la municipalité et transformée en abattoir dont l'activité cesse en 1971. En 1979, à l'initiative du sculpteur René Robin, la ville de Vertou y créé un centre d’expression et de créativité artistique.
À partir de 2020, les bords de la Sèvre doivent faire l'objet de travaux d'aménagement permettant la piétonisation du quai de la Chaussée-des-Moines, réduisant ainsi considérablement la circulation automobile, tandis que la création d'un parc sur le coteau dominant la rive ouest (le « parc du Chêne ») est également envisagé en complément des parcs situés sur la rive opposée (parc de la Sèvre et le parc du Loiry).